# 第12屆金曲獎
第12屆金曲獎由中華民國（台灣）行政院新聞局主辦、東森電視承辦，本屆獎項經調整後仍設有25項，共有103家有聲出版業、3,880件作品報名角逐。 頒獎典禮於2001年5月5日在高雄市立中正文化中心舉行，由東森綜合台、ET Jacky現場直播，是金曲獎自1989年設立以來首度在台北市以外的地方舉行頒獎典禮，也是東森電視首次轉播金曲獎頒獎典禮。

## 獎項異動
非流行音樂作品類自本屆起更名為「傳統暨藝術音樂作品類」，「最佳民俗曲藝專輯獎」、「最佳地方戲劇專輯獎」調整為「最佳戲曲曲藝專輯獎」。流行音樂作品類「最佳演唱團體獎」自本屆起調整為「最佳樂團」和「最佳重唱組合」兩獎項。

## 頒獎典禮
本屆金曲獎頒獎典禮首次移師高雄市舉行，入圍名單於2001年3月29日由行政院新聞局在高雄市政府公布。 受308條款影響，本次金曲獎活動主軸之一為宣傳反盜版，除了在頒獎典禮前規劃6場反盜版簽唱會，並製作本屆金曲獎主題曲〈2001明天要更好〉，由羅大佑將1985年歌曲〈明天會更好〉重新編寫，邀請歌手錄音，並在頒獎典禮演唱。 頒獎典禮於5月5日在高雄市立中正文化中心舉行。李明依及季芹聯袂主持5點30分開始的星光大道，方芳芳、澎恰恰、許效舜及吳宗憲擔任7點開始的頒獎典禮主持工作。東森綜合台與ET Jacky雙頻道現場直播當晚典禮。
典禮製播單位東森電視使用145噸水於舞台製造水柱、水簾、人工瀑布，配合燈光效果共花費新台幣700多萬元，號稱金曲獎有史以來最豪華的舞台。 表演節目包括「2001明天要更好」由亂彈主唱陳泰翔（阿翔）和林志炫、孫燕姿、陶喆、彭佳慧、動力火車等歌手合唱，入圍新人獎的四位「音樂新聲代」周杰倫、孫燕姿、范瑋琪及戴佩妮各自演唱個人歌曲，周蕙在「往事只能回味」中演唱本屆特別貢獻獎得主劉家昌的〈深秋〉等八首歌曲，蔡健雅在「不滅的靈魂」演唱張雨生、薛岳、陳艾玲及鄧麗君的成名曲，另外還有庾澄慶、陶喆與齊秦的分段演唱。

### 表演節目
| 表演嘉賓                                                                     | 演出主題                     | 演出內容                                                  |
| ---------------------------------------------------------------------------- | ---------------------------- | --------------------------------------------------------- |
| 孫燕姿 林志炫 彭佳慧 動力火車 陶喆 亂彈阿翔 潘越雲 王夢麟 鄭怡 大小百合 文章 | 2001明天要更好               | 〈明天要更好〉                                            |
| 孫燕姿 戴佩妮 范瑋琪 周杰倫                                                  | 音樂新聲代                   | 孫燕姿〈天黑黑〉 戴佩妮〈〉 范瑋琪〈〉 周杰倫〈可愛女人〉 |
| 周蕙                                                                         | 往事只能回味                 |                                                           |
| 蔡健雅                                                                       | 不滅的靈魂                   | 張雨生〈〉 薛岳〈〉 陳艾玲〈〉 鄧麗君〈〉                 |
| 庾澄慶                                                                       |                              |                                                           |
| 那英                                                                         | 最佳國語女演唱人得主現場表演 | 〈心酸的浪漫〉                                            |
| 阿弟仔                                                                       | 最佳國語男演唱人得主現場表演 | 〈〉                                                      |
| 陶喆                                                                         |                              |                                                           |
| 齊秦                                                                         |                              |                                                           |

## 得獎暨入圍名單
| 以表示得獎者 |

## 評審名單
總召集人兼流行音樂類組召集人：李坤城
流行音樂類組評審委員：

方維珍、王澤民、吳大衛、吳嘉祥、李庭匡、侯志堅、殷文琦、孫淑芸、陳玉立、陳建平、張以芬、鈕大可、黃慶元、顏仲坤。
音樂錄影帶評審委員：

楊秀敏（召集人）、陳宏一、張秀貞。
傳統暨藝術音樂類組評審委員：

趙琴（召集人）、王大川、吳榮順、邱昭文、陳冠州、陳惠齡、張玉樹、劉富美、蔡宗德。
資格審委員：

林珀姬、林錦郎、徐昭宇、蔣光霞。

## 外部連結
- 第12屆金曲獎入圍名單 Archive.today的存檔，存档日期2018-11-24，文化部影視及流行音樂產業局.2004-04-28
- 第12屆金曲獎得獎名單 Archive.today的存檔，存档日期2018-11-24，文化部影視及流行音樂產業局.2004-04-28